# Liste der Internationalen Meister (Verleihung 1957)

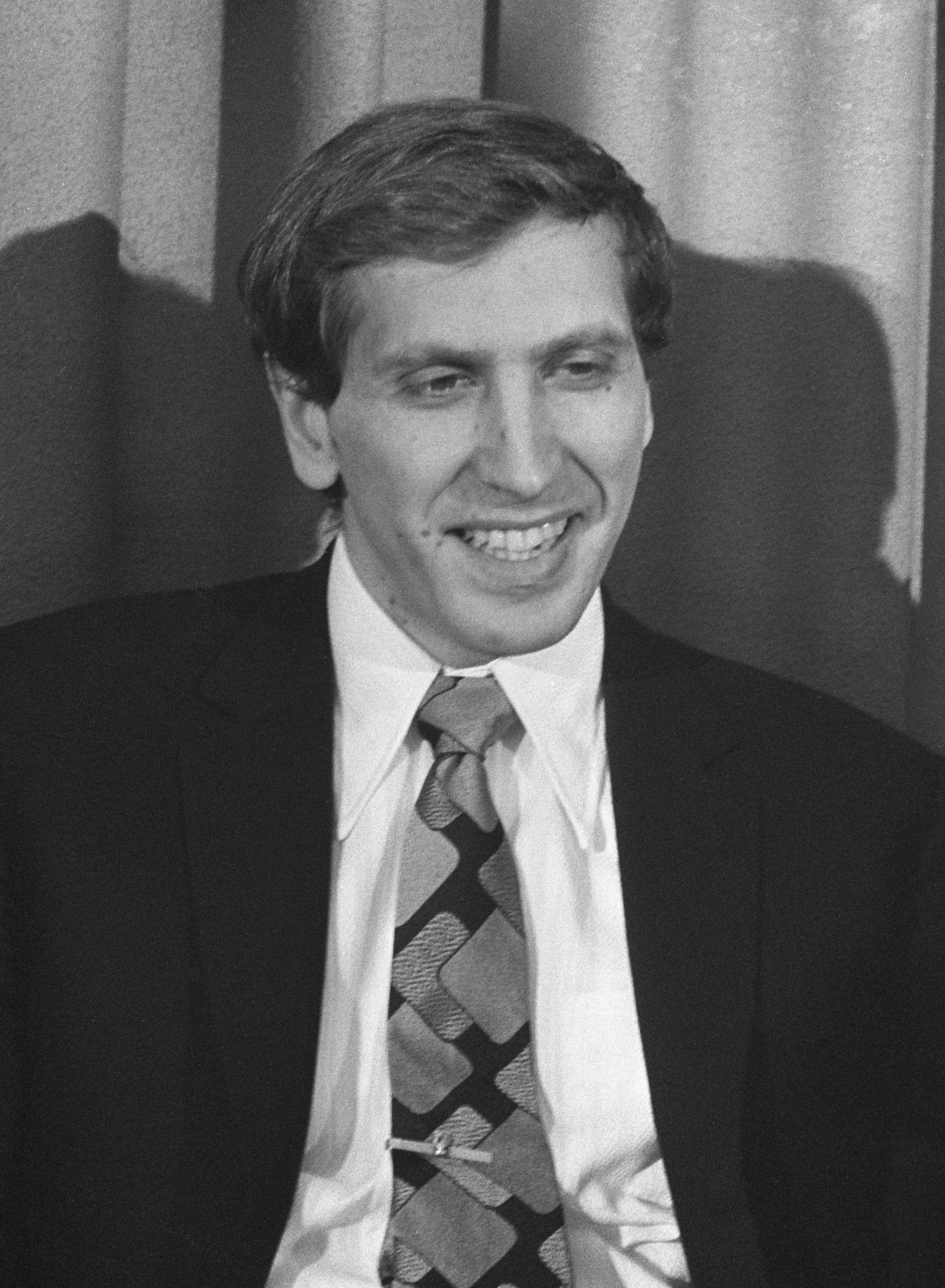
Bobby Fischer war von 1972 bis 1975 Weltmeister.

Die Liste der Internationalen Meister des Jahres 1957 führt alle Schachspieler auf, die im Jahr 1957 vom Weltschachbund FIDE den Titel Internationaler Meister erhalten haben. Die Verleihung erfolgte wie in den Vorjahren auf Basis von herausragenden Turnier- und Wettkampfergebnissen der jeweiligen Spieler.
Im Dezember 2023 ist mit Klaus Darga noch einer der damals 21 geehrten Spieler am Leben. Sieben der 21 Spieler erreichten später den Großmeistertitel (darunter mit Bobby Fischer ein späterer Weltmeister), weiteren zwei wurde später der Titel eines Ehren-Großmeisters verliehen.

## Legende
Die Tabelle enthält folgende Angaben:
- Name: Nennt den Namen des Spielers.
- Land: Nennt das Land, für das der Spieler 1957 spielberechtigt war.
- Lebensdaten: Nennt das Geburtsjahr und gegebenenfalls das Sterbejahr des Spielers.
- GM: Gibt für Spieler, die später zum Großmeister ernannt wurden, das Jahr der Verleihung an.
- HGM: Gibt für Spieler, die später zum Ehren-Großmeister ernannt wurden, das Jahr der Verleihung an.
- weitere Verbände: Gibt für Spieler, die früher oder später für mindestens einen anderen Verband spielberechtigt waren, diese Verbände mit den Zeiträumen der Spielberechtigung (sofern bekannt) an. Wechsel zu einem direkten Nachfolgestaat sind nicht berücksichtigt.

## Liste
| Name                 | Land                       | Lebensdaten | GM   | HGM  | weitere Verbände   |
| -------------------- | -------------------------- | ----------- | ---- | ---- | ------------------ |
| Mario Bertok         | Jugoslawien                | 1929–2008   |      |      | Kroatien (ab 1993) |
| Victor Ciocâltea     | Rumänien                   | 1932–1983   | 1978 |      |                    |
| Miguel Cuéllar       | Kolumbien                  | 1916–1985   |      |      |                    |
| Klaus Darga          | Bundesrepublik Deutschland | 1934        | 1964 |      |                    |
| Arthur Dunkelblum    | Belgien                    | 1906–1979   |      |      |                    |
| Božidar Duraševic    | Jugoslawien                | 1933–2022   |      |      |                    |
| Bobby Fischer        | Vereinigte Staaten         | 1943–2008   | 1958 |      |                    |
| Boris de Greiff      | Kolumbien                  | 1930–2011   |      |      |                    |
| Atanas Kolarow       | Bulgarien                  | 1934–2016   |      |      |                    |
| Julius Kozma         | Tschechoslowakei           | 1929–2009   |      |      |                    |
| William Lombardy     | Vereinigte Staaten         | 1937–2017   | 1960 |      |                    |
| Oleg Nejkirch        | Bulgarien                  | 1914–1985   |      |      |                    |
| Nikola Padewski      | Bulgarien                  | 1933–2023   | 1964 |      |                    |
| Gerhard Pfeiffer     | Bundesrepublik Deutschland | 1923–2000   |      |      |                    |
| Giorgio Porreca      | Italien                    | 1927–1988   |      |      |                    |
| Karl Robatsch        | Österreich                 | 1929–2000   | 1961 |      |                    |
| Raúl Sanguineti      | Argentinien                | 1933–2000   |      | 1982 |                    |
| Francesco Scafarelli | Italien                    | 1933–2007   |      |      |                    |
| Rudolf Teschner      | Bundesrepublik Deutschland | 1922–2006   |      | 1992 |                    |
| Rodolfo Tan Cardoso  | Philippinen                | 1937–2013   |      |      |                    |
| Mijo Udovčić         | Jugoslawien                | 1920–1984   | 1962 |      |                    |